# Guatteria meliodora
Guatteria meliodora é uma espécie de planta. Foi descrito pela primeira vez por Robert Elias Fries .  Guatteria meliodora pertence ao gênero Guatteria, e família Annonaceae. Não existe esse tipo listado.